# La Campiña de Supe
La Campiña de Supe, también conocido como Pedregal, es un pueblo peruano ubicado en el distrito de Supe, perteneciente a la provincia de Barranca del departamento de Lima, en la costa central del Perú. 

## Ubicación
La Campiña de Supe se ubica al suroeste de la provincia de Barranca, en el distrito de Supe, en el departamento de Lima.

## Demografía
En 2017 La Campiña de Supe tenía una población de 1810 habitantes.
| Gráfica de evolución demográfica de La Campiña de Supe entre 1993 y 2017 |
|                                                                          |
| Fuentes: Población 1993 y 2017                                           |